# Jacob Worm-Müller

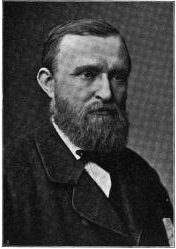
Jacob Worm-Müller.

Jacob Worm-Müller, född 23 december 1834 i Bergen, död 11 januari 1889 i Kristiania (nuvarande Oslo), var en norsk fysiolog, far till Jacob Stenersen Worm-Müller. 
Worm-Müller bosatte sig, efter 1860 avslutade studier, som praktiserande läkare i Kristiania, där han fick betydande praktik. Efter att 1865–70 ha studerat fysiologi i Tyskland blev han 1870 stipendiat vid Kristiania universitet, 1873 extra ordinarie och 1877 ordinarie professor i fysiologi samt föreståndare för den fysiologiska institutionen där. År 1879 promoverades han till hedersdoktor vid Köpenhamns universitet och kallades 1882 till medlem av Svenska Läkaresällskapet. 
Worm-Müllers många vetenskapliga avhandlingar är införda i "Kristiania videnskabsselskabs forhandlinger", "Meddelelser fra det fysiologiske institut i Kristiania", "Archiv for mathematik og naturvidenskaber", "Poggendorffs Annalen der Physik und Chemie" och åtskilliga andra lärda facktidskrifter. Han utgav även särskilt flera vetenskapliga arbeten, bland vilka kan nämnas Untersuchungen über Flüssigkeitsketten (Leipzig, 1869) och Transfusion und Plethora (1875), Medicinsk-kemisk practicum (tillsammans med Jacob G. Otto; 1884) och Lærebog i blodets og lymfens fysiologi (tillsammans med Jacob G. Otto; 1886). Som grundläggare och ledare av den fysiologiska institutionen i Kristiania bidrog han i hög grad till vetenskapens främjande.